# Équipe d'Ouganda féminine de hockey sur gazon
L'équipe d'Ouganda féminine de hockey sur gazon est la sélection nationale de l'Ouganda représentant le pays dans les compétitions internationales féminines de hockey sur gazon. 

## Palmarès

### Jeux olympiques
L'Ouganda n'a jamais participé à un tournoi féminin de hockey sur gazon des Jeux olympiques.

### Coupe du monde
L'Ouganda n'a jamais participé à la Coupe du monde.

### Coupe d'Afrique des nations
- 2022 : 8e

### Jeux africains
L'Ouganda n'a jamais participé à un tournoi féminin de hockey sur gazon des Jeux africains.